# Dolchamar
Dolchamar (voorheen 'Dolcxamar') is een Esperantotalige muziekgroep.

## Geschiedenis
De groep ontstond in 1999 in Londen, maar de groepsleden wonen tegenwoordig in Finland. Dolchamar speelt elektronische rock en hiphop. Ze verwierven naam tijdens het Kultura Esperanto-Festivalo in Helsinki in het jaar 2000. Tijdens het Internationaal Jongerencongres in 2003 in Lesjöfors, Zweden, veranderden zij hun naam van Dolcxamar in Dolchamar ('bitterzoet').

## Discografie
- Rebela Sono (2005)
  1. Junaj idealistoj
  2. Himno de Esperhe
  3. Akcidentoj
  4. Ni chiuj ni
  5. ...Kaj chi tio povas ighi nenio
  6. Kontra krusadanto
  7. Solaj paroj
  8. Subamighi
  9. Simia kaptilo
  10. Kr3yza festema injo
  11. Chinokta sento
  12. En Grekia
- Elektronika kompilo (2003) - Dolchamar droeg bij met twee liedjes
- Lingvo intermonda (2000) (deel van de Kolekto 2000)
  1. Malbonulo
  2. Cxu vi pretas ? !
  3. Urbega nimfo
  4. Pacman
  5. Mi volas pli
  6. ...kaj pli...
  7. Tunel' tra la ter'
  8. Lingvo intermonda
  9. F--igxu!
- Kun ikso (demoalbum) (1999)
  1. Malbonulo
  2. Pacman
  3. Mi volas pli